# Justus Ferdinand Poggenburg
Justus Ferdinand Poggenburg ( 1840 -1893) fue un botánico estadounidense.
Fue cofundador del Jardín Botánico de Nueva York. Trabajó extensamente en la flora de Canadá y de Estados Unidos, constituyendo un equipo exitoso taxonómico, con Nathaniel Lord Britton y Emerson Ellick Sterns.

## Algunas publicaciones
- justus f. Poggenburg, nathaniel Lord Britton, emerson Ellick Sterns, addison Brown, thomas Conrad Porter, charles Arthur Hollick. 1888. Preliminary catalogue of Anthophyta and Pteriodphyta reported as growing spontaneously within one hundred miles of New York City. Editor Torrey Botanical Club.

- La abreviatura «Poggenb.» se emplea para indicar a Justus Ferdinand Poggenburg como autoridad en la descripción y clasificación científica de los vegetales.[1]